# 명동사나이 따로 있더냐
"명동 사나이 따로 있더냐"는 한국에서 제작된 변장호 감독의 1971년 영화이다. 박노식 등이 주연으로 출연하였고 김동수 등이 제작에 참여하였다.

## 출연

### 주연
- 박노식
- 김정훈